# 第三十五航空隊
第三十五航空隊（だい35こうくうたい）および1942年11月1日に改称した第九五六海軍航空隊（だい956かいぐんこうくうたい）は、日本海軍の部隊の一つ。太平洋戦争序盤から中盤までセレベス島マカッサルを拠点に蘭印航路の防衛を担当した。末期にはソロモン諸島の攻防戦が激化したため、ラバウルに転じている。

## 沿革
フィリピン上陸戦が進捗したため、主力航空部隊である第十一航空艦隊は、第二次侵攻作戦のために蘭印方面へ進出することとなった。攻略後の近距離哨戒やゲリラ掃討に備え、十一航艦よりも小回りの利く部隊の必要性が高まった。これに対応すべく、第三艦隊は自由に使用できる附属航空隊を改編し、局地戦に対応した三十五空を編成し、残敵掃討・対潜哨戒任務に当たらせた。

### 1942年（昭和17年）
2月1日　第三艦隊隷下「比島部隊」所属機を捻出し開隊。第三艦隊附属。（艦上爆撃機8）。
2月8日　マカッサル上陸作戦決行。翌日にはマロス飛行場を占領。
　　　　　　　　以後、マロス飛行場を拠点に近海哨戒に従事。
2月16日　フィリピン進出途中の6機が台湾三叉郡にて、高圧線および山腹に激突。西岡司令以下全員が殉職した。
3月30日　セレベス島防衛のために第二十三特別根拠地隊が編制され、その隷下に入る。
6月20日　第二南遣艦隊直率に変更。
　　　　　　　　　第三十三航空隊より艦爆隊を編入し、定数12に増加。
11月1日　「第九五六海軍航空隊」に改称。
11月10日　ラバウルに進出。第六空襲部隊に編入。
　　　　　　　　　ラバウルでの活動に関しては資料が少ない。主力部隊である第五八二海軍航空隊と混用されていたと推定される。
12月1日　解隊。
沿革にあるように、地道な対潜哨戒任務が延々と続いたため、際立った独自の活動は極めて少ない。ラバウルで大規模な艦爆隊の活動があったのは、11月12日からの第三次ソロモン海戦の上空支援と16日のブナ海岸への対地攻撃であるが、ここでも独自の活動を物語る資料は少ない。ラバウル進出から20日で九五六空は廃され、大部分は五八二空へ編入された。

### 主力機種
- 九九式艦上爆撃機

### 歴代司令
1. 西岡左運 中佐：1942年2月1日[4] - 1942年2月16日台湾で殉職、1942年2月19日付 任海軍大佐[5]
2. 浜田武夫 中佐：1942年3月2日[6] - 第九五六海軍航空隊司令 1942年11月1日 - 1942年12月1日[7]